# Бідів
Бідів — колишній хутір у Андрушівській волості Житомирського повіту Волинської губернії та Крилівській сільській раді Андрушівського району Житомирської і Бердичівської округ.

## Населення
Відповідно до перепису населення СРСР 17 грудня 1926 року, чисельність населення становила 70 осіб, з них 39 чоловіків та 31 жінка; за національністю — українці. Кількість домогосподарств — 13.

## Історія
Хутір заснований 1854 року. Входив до складу Андрушівської волості Житомирського повіту Волинської губернії. Станом на 17 грудня 1926 року — в підпорядкуванні Крилівської сільської ради Андрушівського району Бердичівської округи. Відстань до центру сільської ради, с. Крилівка — 3 версти, до районного центру, містечка Андрушівка — 15 верст, до окружного центру, м. Бердичів — 25 верст, до найближчої залізничної станції, Червоне — 4 версти.
Знятий з обліку населених пунктів до 1 жовтня 1941 року.